# Cuscuta epilinum
Cuscuta epilinum é uma espécie de planta com flor pertencente à família Convolvulaceae. 
A autoridade científica da espécie é Weihe, tendo sido publicada em Archiv des Apothekervereins im nordlichen Deutschland 8: 51. 1824.

## Portugal
Trata-se de uma espécie presente no território português, nomeadamente em Portugal Continental.
Em termos de naturalidade é possivelmente introduzida na região atrás indicada.

## Protecção
Não se encontra protegida por legislação portuguesa ou da Comunidade Europeia.